# Javier Sanjuán
Pour les articles homonymes, voir Sanjuan.
Javier Sanjuán, né le 23 juillet 1939, à Saragosse, en Espagne, est un ancien joueur espagnol de basket-ball. 